# نظام أباد (مياندوآب)
نظام أباد هي قرية في مقاطعة مياندوآب، إيران. عدد سكان هذه القرية هو 726 في سنة 2006.